# Марк Фонтей Фронтиниан Луций Стертиний Руф
Марк Фонтей Фронтиниан Луций Стертиний Руф (Децим?) (на латински: Marcus Fonteius Frontinianus Lucius Stertinius Rufus) е политик и сенатор на Римската империя през 2 век.
През 162 г. Стертиний Руф е суфектконсул заедно с Марк Инстей Битиник.